# Vol VASP 210
Le 28 janvier 1986, un Boeing 737-200 assurant le vol VASP 210, un vol intérieur régulier opéré par la compagnie aérienne brésilienne VASP, reliant São Paulo et Belo Horizonte, s'est écrasé contre un talus après avoir tenté de décoller par erreur depuis la voie de circulation, tuant un passager et en blessant neuf autres parmi les 71 personnes à bord de l'appareil.

## Avion
L'appareil impliqué dans l'accident est un Boeing 737-2A1 âgé de seize ans, immatricule PP-SME. Il a effectué son premier vol le 16 juillet 1969. Il est propulsé par deux turboréacteur de type Pratt & Whitney JT8D-7.

## Accidents
Le jour de l'accident, un épais brouillard recouvre l'aéroport international de São Paulo/Guarulhos, réduisant grandement la visibilité. Les pilotes se sont alignés par inadvertance sur la voie de circulation au lieu de la piste 09L. 
À une vitesse d'environ 135 nœuds (250 km/h), le décollage a été interrompu et le freinage d'urgence a été appliqué. À 7h32, l'avion quitte l'extrémité de la voie de circulation et percute un talus au bout de la piste, brisant l'extrémité avant du fuselage et endommageant le poste de pilotage. Un passager a été tué, neuf autres ont été blessés et l'avion a été détruit.

## Causes
Le brouillard intense présent sur l'aéroport et le manque de connaissances des pilotes concernant la nouvelle configuration de l'aéroport sont les causes principale de cet accident. L'absence de radar au sol, qui aurait permis de localiser précisément la position de l'appareil, est un facteur important ayant contribué à l'accident.